# Amber
Pour les articles homonymes, voir Amber (homonymie).
Amber ou Amer (आमेर en hindi et en rajasthani) est une petite ville de l'Inde, l'ancienne capitale de l'État de Dhundhar renommé en 1727 Jaipur lors du déplacement de sa capitale, dans le Rajputana.

## Histoire
Le nom d'Amber est mentionné pour la première fois par Ptolémée. Fondée par la tribu des Minas, elle est prise, en 1037, par les Rajputs Kachhwâhâ, qui en font leur capitale jusqu'à ce qu'ils l'abandonnent au profit de Jaipur.

## Patrimoine
Amber est située au débouché d'une gorge de montagne, dans laquelle se niche un lac.
Le vieux palais a été commencé par Man Singh Ier. Le bâtiment principal est le Diwan-i-Khas construit par Mirza Râja.
« Aussitôt, » est-il raconté « que Mirza eut achevé le Diwan-i-Khas, il vint aux oreilles de l'empereur Jahângîr que son vassal l'avait surpassé en magnificence, et que ce dernier chef-d’œuvre éclipsait toutes les merveilles de la ville impériale ; les colonnes de grès rouge avaient particulièrement frappé par leur ornementation sculptée d'un goût exquis et avec une richesse de détails. Dans une explosion de jalousie, l'empereur commanda que ce chef-d’œuvre soit jeté à bas et que des émissaires soient envoyés à Amber pour exécuter cet ordre ; Apprenant cela, Mirza, afin de sauvegarder son œuvre, fit recouvrir les colonnes de stuc, de sorte que les messagers d'Âgrâ, de retour vers l'empereur, témoignèrent que cette ^prétendue magnificence, dont on avait tellement parlé, n'était qu'une invention pure et simple. Depuis lors, ses successeurs avaient négligé de remettre à jour ce splendide travail ; c'est seulement à l'occasion de la chute d'une partie du plâtre qu'on put redécouvrir les sculptures, parfaites comme au jour où elles ont été terminées. »
La ville connaît depuis les années 1960 de nouveau une hausse de population : 6500 en 1961, 20.460 en 1991. Elle comprend de nombreux temples hindouistes comme le Jagat Shiromani (vers 1610), jaïns et la mosquée d'Akbar (1569) restaurée par Aurangzeb.

## Galerie

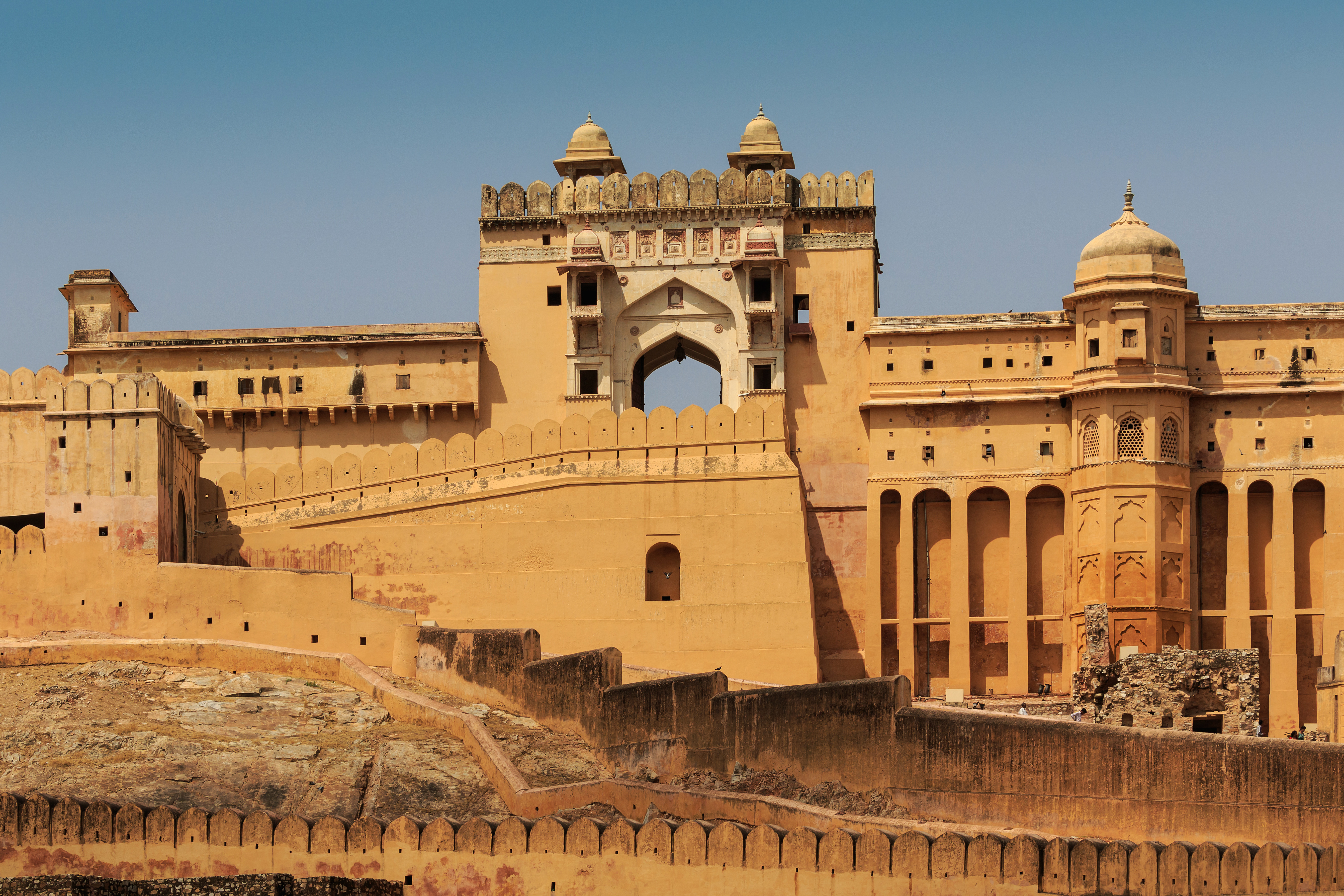
Vue du fort depuis la vallée
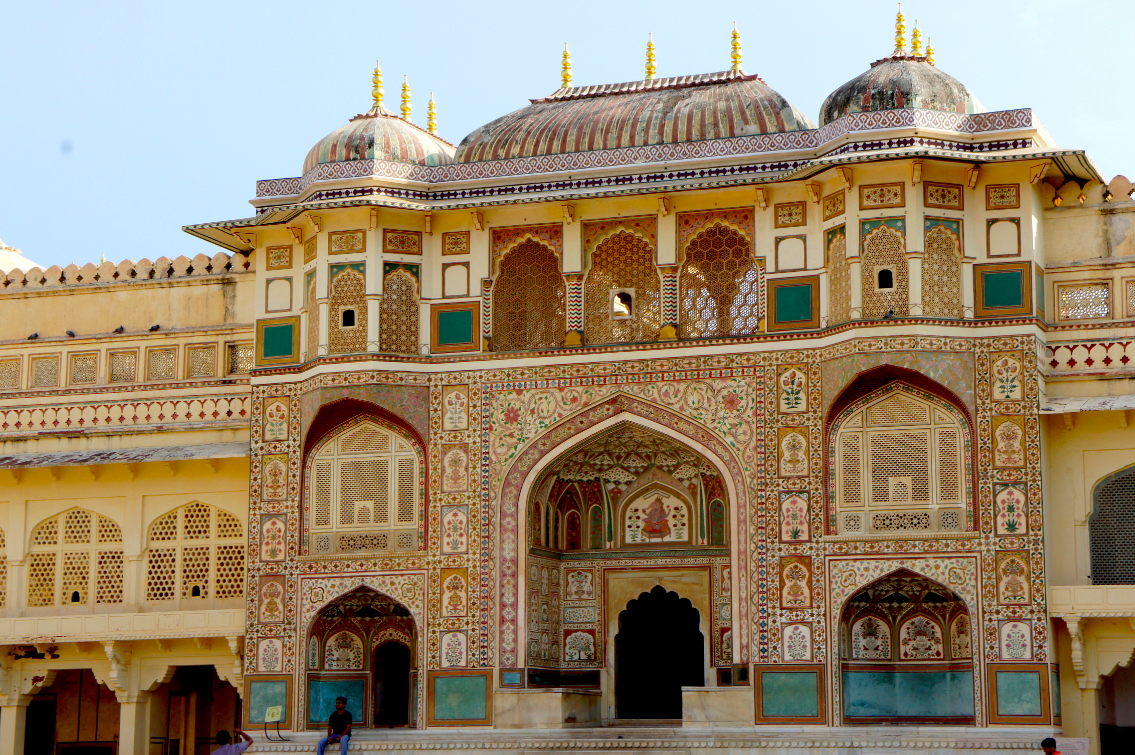
Ganesh Pol (porte de Ganesh).
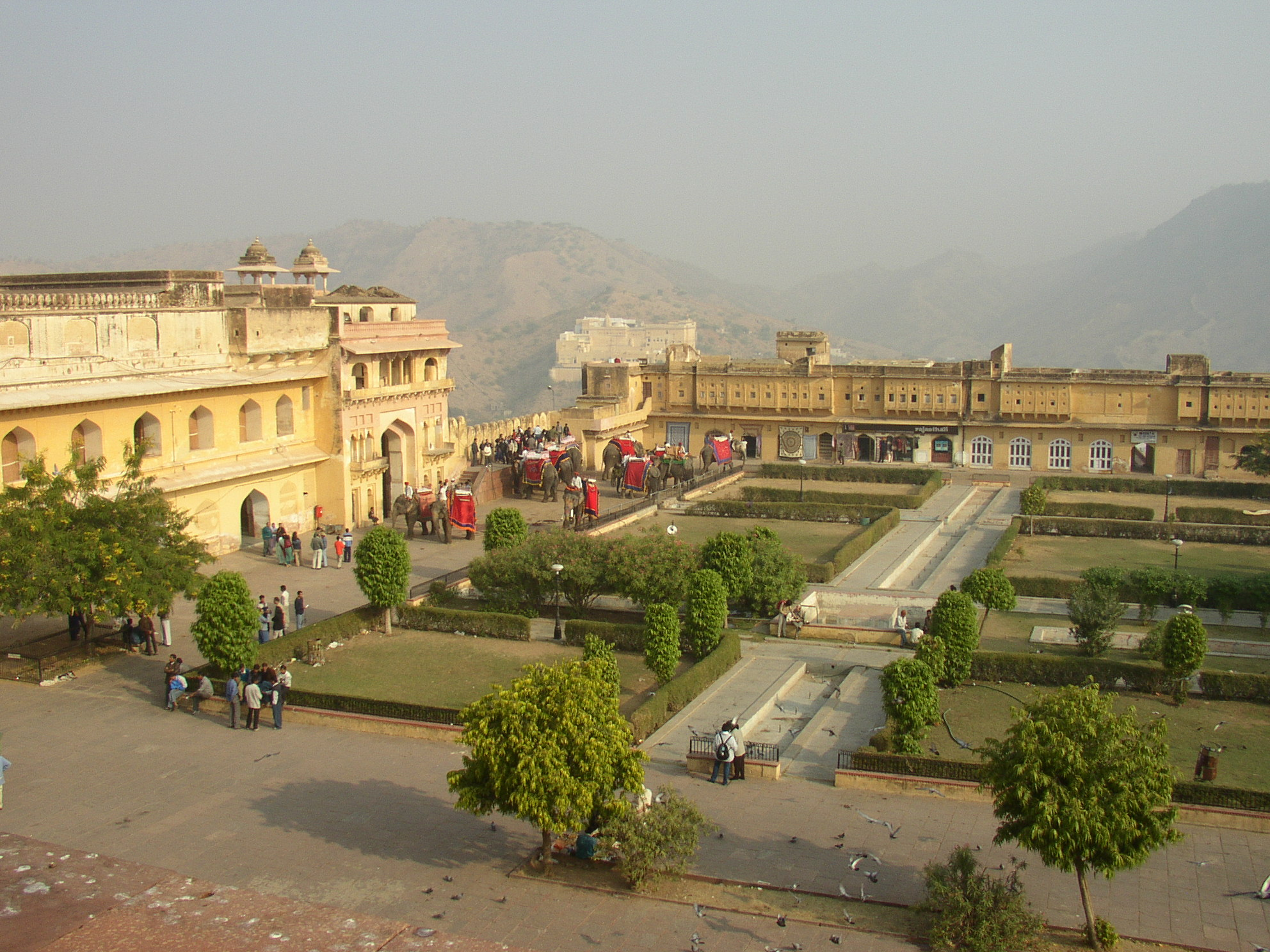
Vue du fort
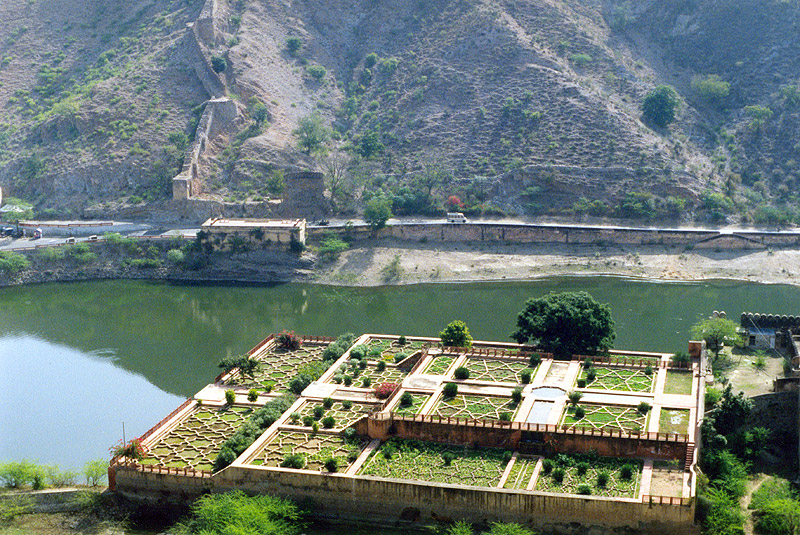
Le Kesar Kyari Bagh est l'un des nombreux jardins que compte le fort.
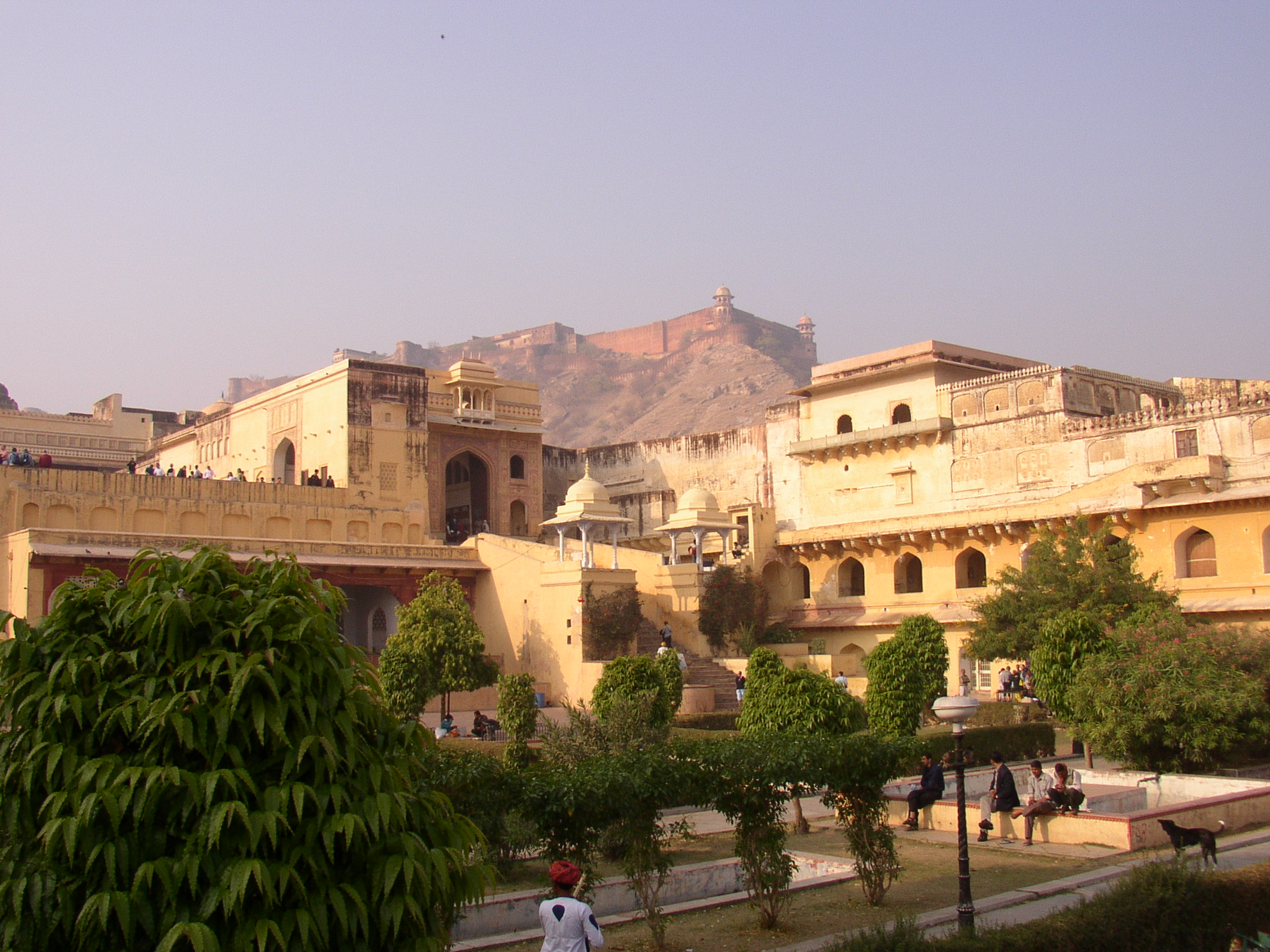
Vue du fort de Jaigarh depuis celui d'Amber
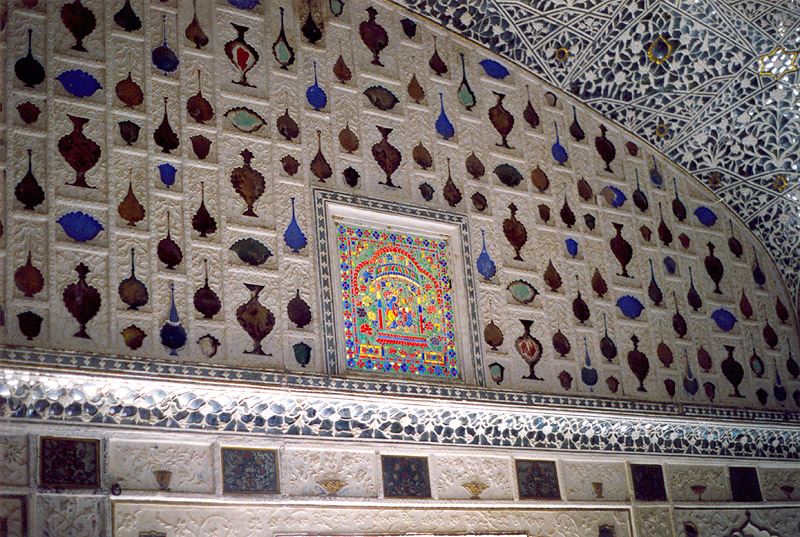
Décoration intérieure du fort
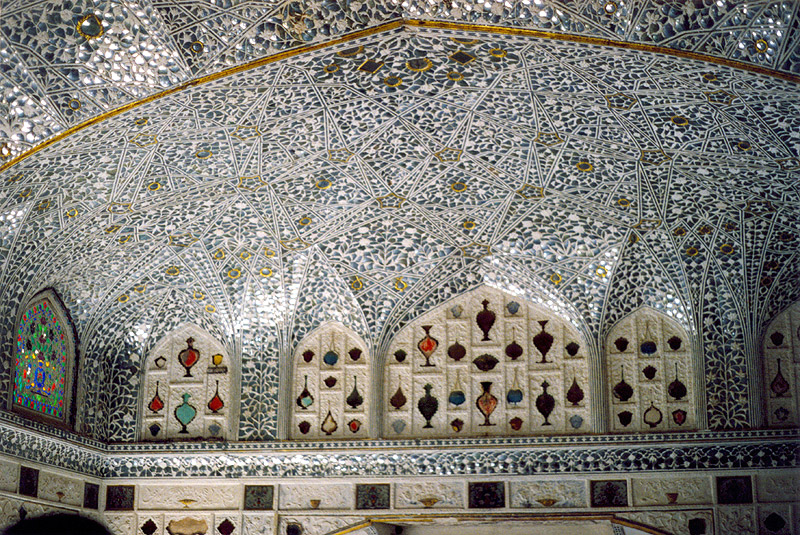
Décoration intérieure du fort
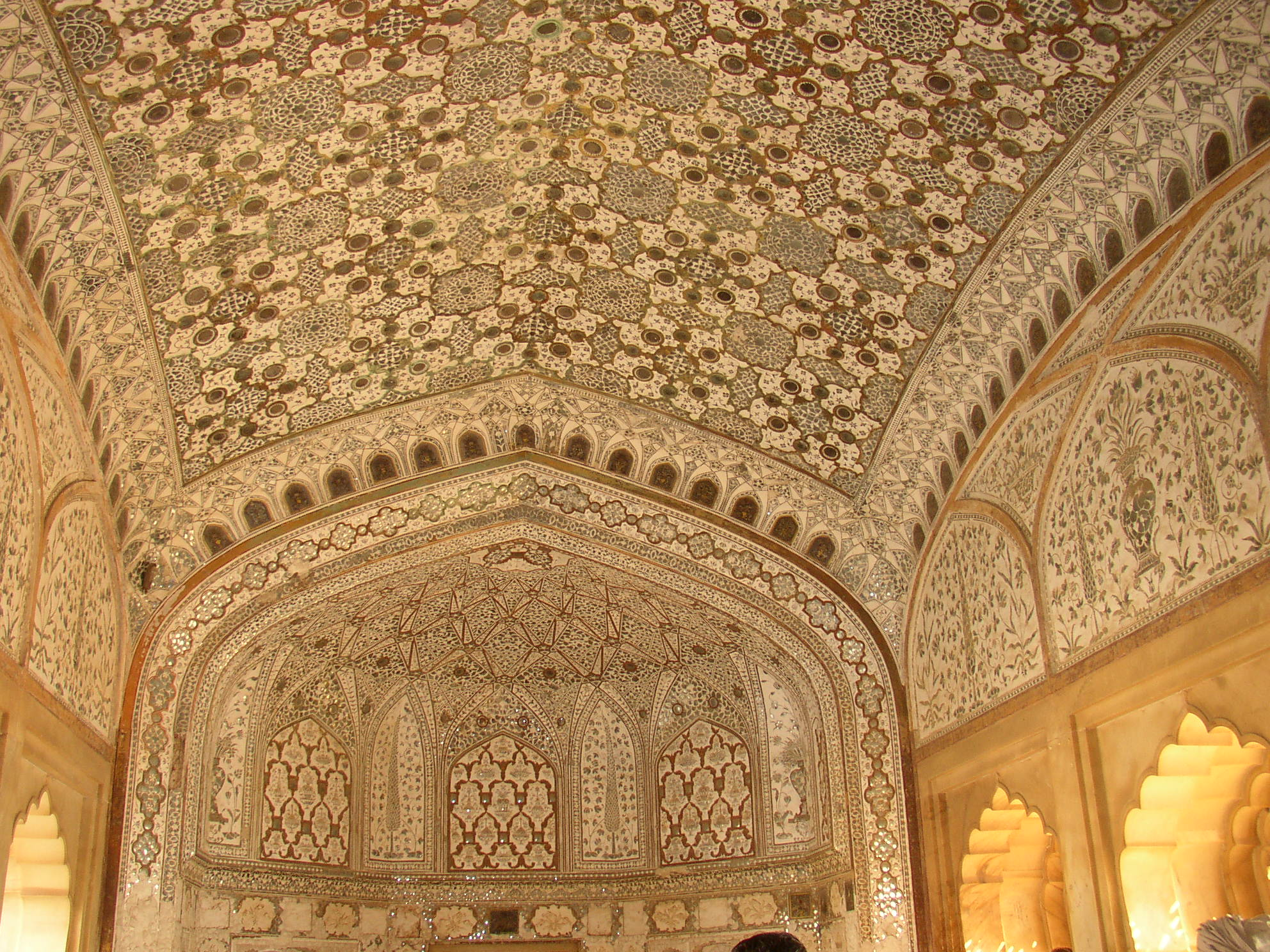
Décoration intérieure du fort
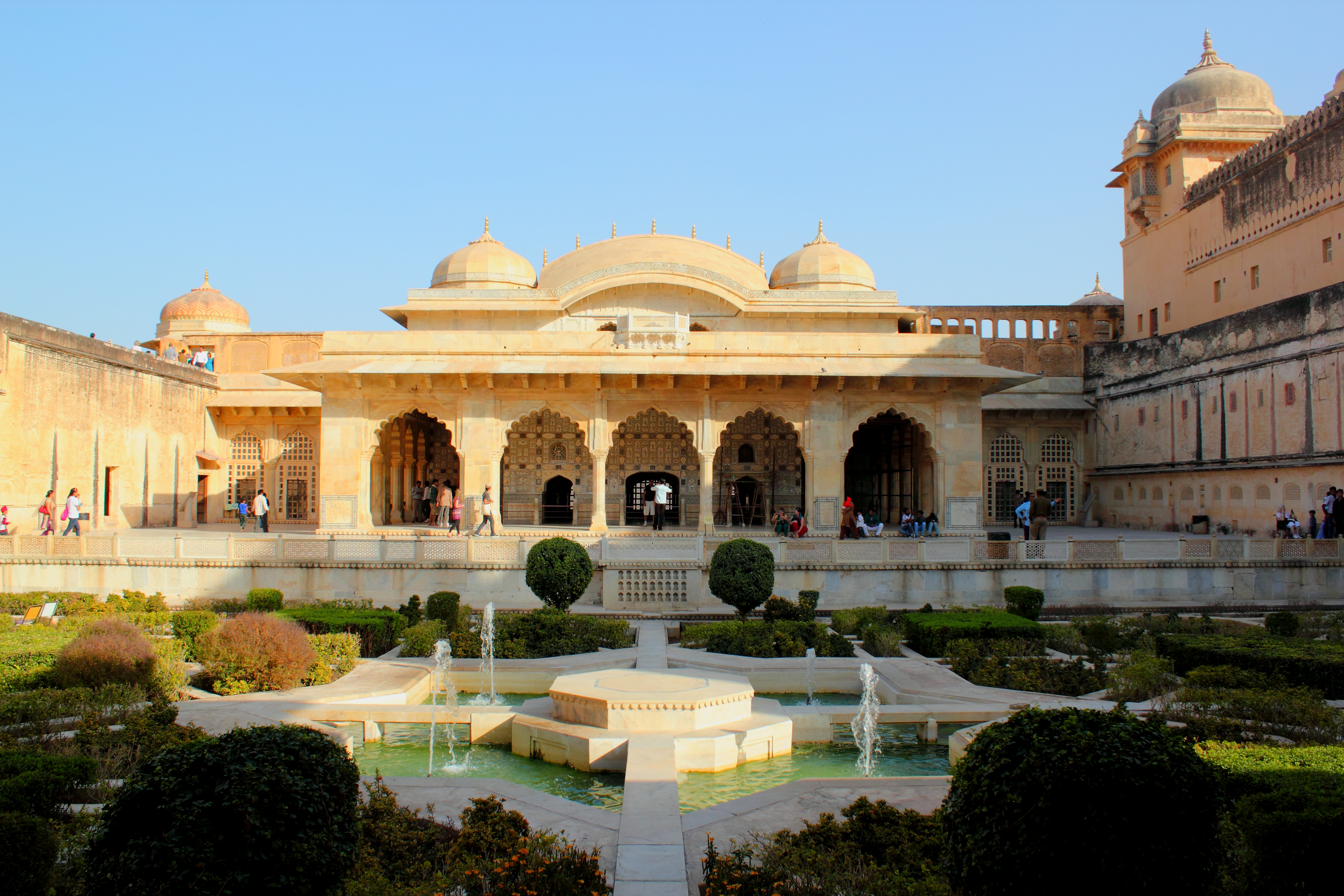
Le Diwan-i-Khas est la salle d'audience privée du fort.
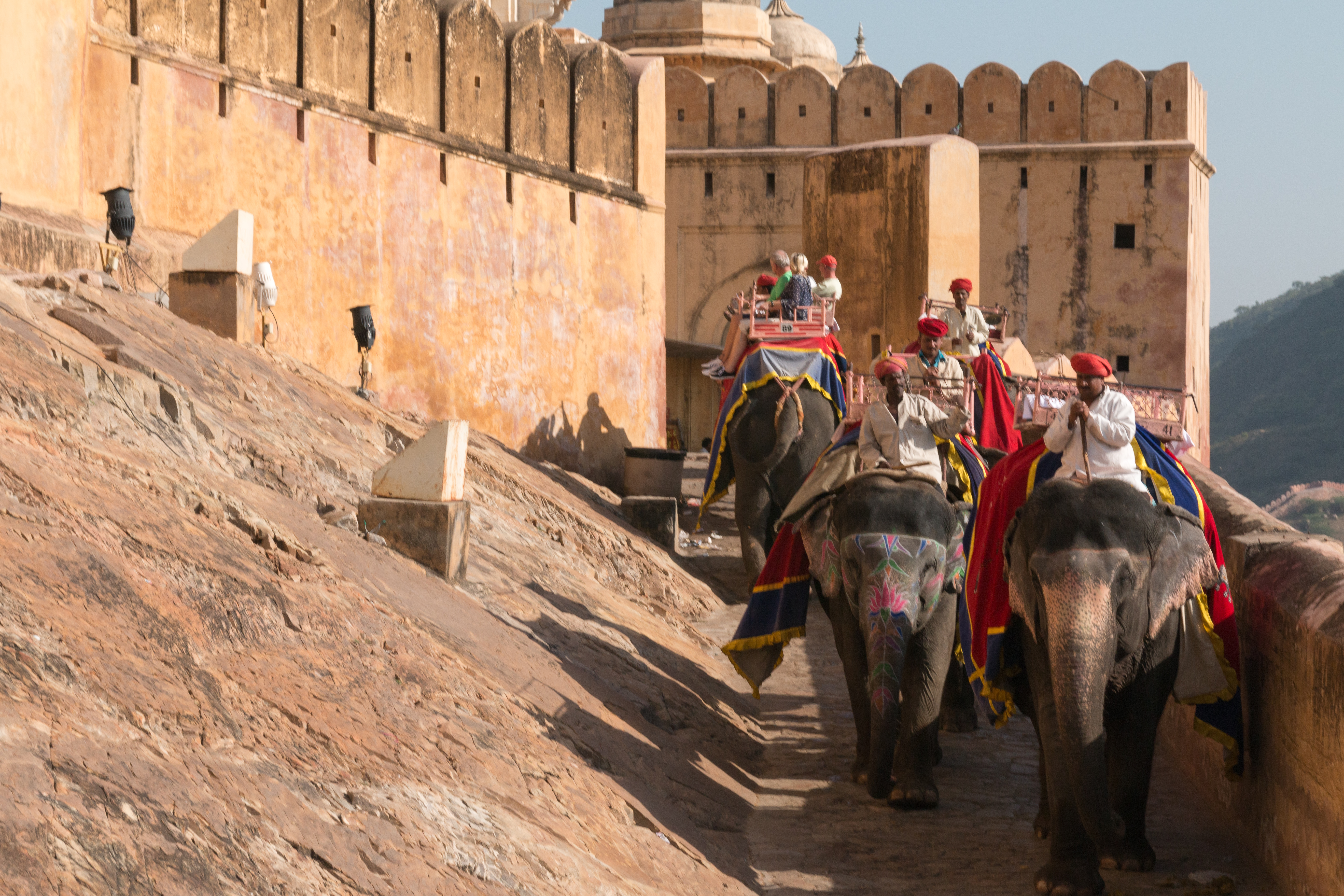
Le Suraj Pol (porte du Soleil) est la principale entrée d'Amber.